# Dicranomyia (Dicranomyia) acerba
Dicranomyia (Dicranomyia) acerba is een tweevleugelige uit de familie steltmuggen (Limoniidae). De soort komt voor in het Nearctisch gebied.